# Petit Potam (série télévisée d'animation)
Petit Potam est une série télévisée d'animation française en 52 épisodes de treize minutes diffusée à partir du 1er septembre 1997 sur France 3. Elle a également été diffusée sur France 5 dans l'émission Debout les Zouzous en 2004, et Tiji et Piwi.
Au Québec, elle a été diffusée à partir du 3 septembre 1997 sur Canal Famille. En 2001, sort Petit Potam, le film.

## Synopsis
La série est une adaptation de la série de livres pour enfants Petit Potam créée par Christine Chagnoux en 1967.

## Fiche technique
- Titre : Petit Potam
- Réalisation : Bernard Deyriès
- Scénario : Christine Chagnoux
- Musique : La Belle équipe
- Production : Claude Berthier
- Sociétés de production : 4D Marina Productions, France 3, Neuroplanet, ZDF
- Pays :  France
- Langue : français
- Format :
- Nombre d'épisodes : 52 (1 saison)
- Durée : 13 minutes
- Dates de première diffusion :  France : 1er septembre 1997 sur France 3

## Voix françaises
- Marie-Charlotte Leclaire : Petit Potam
- Naïké Fauveau : Tessie et Tim
- Sophie Gourdin : Ma Potam et Grand-Ma Potam
- Catherine Duros : Tam
- Pascal Thoreau : Pa Potam
- Gérard Rouzier : Grand-Pa Potam
- Thierry Kazazian : Professeur Phacochère

- Version originale

- - Studio d'enregistrement : Studio des 3 Arts[1]
  - Direction artistique : Thierry Kazazian

## Personnages
- Petit Potam : héros de l'histoire, c'est un jeune hippopotame habitant le village de Barbotam. Son meilleur ami Benny l'éléphant n'hésite jamais à se joindre à lui, de même que Tessie, sa grande sœur qui est un véritable modèle pour lui. Tim et Tam ne cessent de le taquiner, étant donné sa naïveté et il est souvent défendu par Tessie. Son père travaille dans un train en tant que contrôleur. Sa mère, femme au foyer, est très attentive.

- Tessie : la grande sœur de Petit Potam, qui est pour lui un véritable modèle : rangée, soigneuse, malicieuse. Elle le soutient toujours dans ses problèmes et aide parfois la mère de petit Potam à la maison.

- Tim et Tam : les frères jumeaux Tim et Tam, taquins, irresponsables, joyeux, farceurs, se moquent souvent de Petit Potam, et profitent de Grandpa Potam. Dans l'épisode À première vue, où les grands-parents déménagent, ils font croire à Petit Potam et Tessie que Papa et Maman, les aidant à transporter les meubles, vont les abandonner. Pour se venger de leur méchanceté, Petit Potam, Tessie, leurs parents et grands-parents décident de partir une journée entière. Devant leur désarroi, tous revinrent à la maison.

- Pa Potam et Ma Potam : Les parents de Petit Potam de sa grande sœur et de ses deux frères. Pa Potam travaille dans un train-bateau en tant que conducteur tandis que Ma Potam est mère au foyer et se fait parfois aider par Tessie. L'un comme l'autre sont des parents très attentifs. Pa Potam est surtout sévère sur la sécurité tandis que Ma Potam donne souvent des consignes aux enfants.

- Grandpa Potam et Grandma Potam : les grands-parents de Petit Potam.

## Épisodes
1. L'Équipe Aéro-Potam
2. Petit Vandale
3. La Chasse au trésor
4. La Première Pendule
5. Roule qui peut !
6. Une peur bleue
7. La Baby-sitter
8. L'Indigestion
9. Le Secret de la pyramide
10. Piou-Piou la terreur
11. Le Bonnet fétiche
12. Ronald la menace
13. À première vue
14. Le Corbeau et le Boudeur
15. Le Monstre
16. Rien ne vaut sa maman
17. La Pastèque
18. Être à la hauteur
19. Travaux pratiques
20. Les Dents de lait
21. Docteur Petit Potam
22. Le Voleur volé
23. Du fond du cœur
24. C'est ma fête !
25. L'Idole des jeunes
26. Au feu ! Au feu !
27. Les Amygdales de Tessie
28. Pas vu, pas pris !
29. Trésor du mont Mammouth
30. La Gazette de Barbotam
31. Moteur, on tourne !
32. Le Club des garçons
33. Les Bougies volantes
34. Les Rois du lasso
35. Petit Potam explose le Potamazone
36. Une bouteille à la mer
37. Hipposaurus
38. Le Petit Pélican
39. La Fleur du siècle
40. Les Inventions de Grandpa
41. L'Hydravion
42. Le Mystère de l'histoire
43. Le Monstre des marais
44. Sur les chapeaux de roues
45. La Tête dans les étoiles
46. Mission sauvetage
47. Hippomigrateur
48. Le Fantôme des campeurs
49. Le Miniclub de Barbotam
50. Il neige sur Barbotam
51. À fond la forme !
52. L'Assistant du père Noël